# Multipelenhet

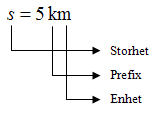
Kilometer är en multipelenhet.

Multipelenhet är en matematisk term. Ett prefix kombinerat med en enhet anger att enheten multipliceras med en faktor motsvarande en viss tiopotens, och den nya enheten kallas en multipelenhet. 
Det finns 20 standardiserade prefix, och valet av prefix görs med hänsyn till rent praktiska krav. I allmänhet bör prefixet väljas så att mätetalet ligger mellan 0,1 och 1 000 och i första hand bör man välja sådana prefix som innebär en multiplikation med 1000±n. Exempelvis väljer man oftast att skriva 2,6 km istället för 2 600 m.
Exempel 1: Prefixet deci (d; 10-1) och enheten liter (l) ger multipelenheten deciliter (dl), vilket är en tiondels (10-1) liter.
Exempel 2: Prefix kilo (k; 103) och enheten meter (m) ger multipelenheten kilometer (km), vilket är tusen meter.